# Igreja de São Miguel (Bombaim)
A igreja de São Miguel ou igreja de São Miguel Arcanjo de Mahim é uma igreja católica situada em Mahim, nas proximidades de Bombaim. O edifício original, hoje destruído, foi construído em 1534 e foi uma das mais antigas construções portuguesas em Bombaim. No entanto, o templo foi destruído co reconstruído uma série de vezes e a atual estrutura data de 1973.